# Tribunal Constitucional de Angola
O Tribunal Constitucional de Angola (TCA) é a mais alta instância do poder judiciário da República de Angola. Suas competências mais típicas são de um tribunal constitucional, isto é, aquele que julga questões de constitucionalidade independentemente de litígios concretos. Sua função institucional fundamental é de servir como guardião da Constituição Angolana de 2010, apreciando casos que envolvam lesão ou ameaça a suas provisões. De suas decisões não cabe recurso a nenhum outro tribunal.
Acumula também funções de Poder Legislativo e instância final em matéria eleitoral nacional, sendo o único órgão integrante da justiça angolana que detém funções normativas que extrapolam seu âmbito jurisdicional. As funções executivas do processo eleitoral são de competência da Comissão Nacional Eleitoral (CNE).
Onze juízes compõem o tribunal, sendo: quatro indicados pelo Presidente da República, incluindo o Presidente do Tribunal; quatro eleitos pela Assembleia Nacional por maioria de 2/3 dos deputados em efectividade de funções, incluindo o Vice-Presidente do Tribunal; dois juízes eleitos pelo Conselho Superior da Magistratura Judicial, e; um juiz seleccionado por concurso público curricular.
Os juízes são designados para um mandato de sete anos não renovável e gozam das garantias de independência, inamovibilidade, imparcialidade e
irresponsabilidade dos juízes dos restantes tribunais.
É um dos quatro tribunais superiores do país, ao lado do Tribunal Supremo, do Tribunal de Contas e do Supremo Tribunal Militar.

## Histórico
Da independência de Angola em 1975 até o ano de 1988, sob a égide da Constituição Angolana de 1975, a jurisdição constitucional em Angola estava sob a alçada do Tribunal da Relação de Luanda. Entre 1988 e 1992, ainda sob a mesma letra constitucional, passou à responsabilidade do Tribunal Supremo de Angola.
Na Constituição Angolana de 1992 a constitucionalidade passou a ser definida como a competência de administrar a justiça em matérias de natureza jurídico-constitucional. Como não foi criado um "Tribunal Constitucional", as competências continuaram a ser exercidas, no período compreendido entre 1992 a 2008, pelo Tribunal Supremo de Angola, com todos os litígios de cariz constitucional sendo submetidos à sua apreciação.
Com a aprovação da Lei n.º 2/08, de 17 de Junho de 2008, "Lei Orgânica do Tribunal Constitucional", e da Lei n.º 3/08 (na mesma data), "Lei Orgânica do Processo Constitucional", foi legalemente estabelecido o Tribunal Constitucional. Em 25 de junho de 2008 tomam posse os primeiros sete juízes do Tribunal Constitucional, marcando sua efetiva existência. Sua criação vinha tanto como por uma necessidade de observar e mitigar os litígios das eleições legislativas de Angola de 2008, como para se antecipar a proposta de uma nova carta constitucional prevista para 2010.
Ratificado pela Constituição Angolana de 2010, o Tribunal Constitucional passou a exercer uma longa série de competências, entre as quais a mais conhecida e relevante é o controle concentrado de constitucionalidade. Seu quadro de juízes foi alargado de sete para onze Juízes Conselheiros, bem como alterado a indicação dos nomes.
Os quatro Juízes Conselheiros que completaram a corte do Tribunal tomaram posse em maio de 2012, perante o Presidente da República.